# SU-4
SU-4 – radzieckie prototypowe, bezodrzutowe działo samobieżne, wykorzystujące podwozie samochodu ciężarowego GAZ-TK.
Zakończone niepowodzeniem próby uzbrojenia w działo bezodrzutowe K kalibru 76,2 mm tankietki T-27 (działo samobieżne SU-3) sprawiły, że powstała koncepcja umieszczenia tego działa na podwoziu samochodu ciężarowego. Jako pojazd bazowy wybrano samochód GAZ-TK – odmianę ciężarówki GAZ-A z dodaną drugą osią napędową konstrukcji Kurczewskiego. W latach 1933–1934 wyprodukowano kilka serii ciężarówek GAZ-TK, z których część uzbrojona była w udoskonalone działo bezodrzutowe K (o donośności zwiększonej z 4000 do 6000 m). Poza niewielką tarczą pancerną osłaniającą obsługę armaty pojazd nie posiadał opancerzenia. 